# Tập đoàn Kumho Asiana

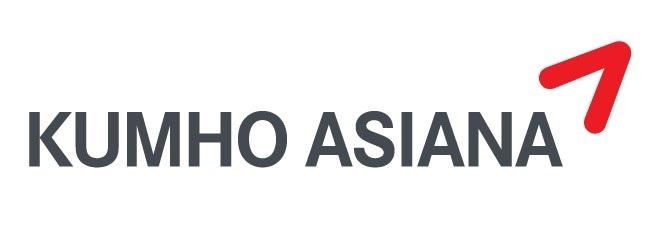
Logo chính thức của Kumho Asiana

Kumho Asiana là một tập đoàn lớn của Hàn Quốc với rất nhiều công ty con hoạt động đa dạng trong các lĩnh vực, ngành nghề như: phụ tùng ô tô, công nghiệp, giải trí, hậu cần, hóa chất, tài chính và hàng không. Tập đoàn có trụ sở chính được đặt tại tòa tháp Kumho Asiana Main Tower ở Sinmunno 1-ga, Jongno-gu, Seoul, Hàn Quốc. Tính cho đến năm 2014 thì cổ đông lớn nhất là ông Park Sam-Koo, con trai thứ ba của người sáng lập tập đoàn, người từng từ chức CEO vào năm 2010.

## Lịch sử
Sau chiến tranh thế giới thứ hai, Park In-chon bắt đầu sáng lập một công ty chuyên kinh doanh dịch vụ taxi ở Seo-gu, Gwangju. Đến những năm 1950, hoạt động kinh doanh được mở rộng thêm cả dịch vụ xe buýt (ngày nay là công ty Kumho Buslines).
Công ty bắt đầu mở rộng liên kết vào năm 1960 với việc thành lập Samyang Tire, ngày nay là Kumho Tires, tiếp sau đó là Kumho Synthetic Rubber (ngày nay là Kumho Petrochemical) được thành lập vào năm 1971. Tập đoàn tiếp tục mở rộng và phát triển đáng kể trong thời kỳ bùng nổ kinh tế Hàn Quốc, liên tục mở thêm các công ty con hoạt động trong các ngành: xây dựng, Logistic, hàng không, văn hóa, giải trí, dịch vụ tài chính và công nghệ thông tin.
Sống sót sau cuộc khủng hoảng tài chính châu Á 1997, tập đoàn đã mua lại một số công ty đối thủ do thiếu tiền mặt trong những năm 2000, nổi bật nhất bao gồm hai thương vụ mua lại Công ty Kỹ thuật & xây dựng Daewoo và Korea Express. Tuy nhiên, những thương vụ sáp nhập này không những không giúp vực dậy tập đoàn đang càng ngày càng lún sâu dần vào khủng hoảng tài chính, chịu ảnh hưởng nặng nề từ cuộc khủng hoảng tài chính toàn cầu 2007-2008 mà còn gây ra thêm các khoản nợ lũy kế khổng lồ, dẫn đến các vấn đề nghiêm trọng về dòng tiền và bắt đầu tác động xấu đến nền kinh tế Hàn Quốc. Kumho Asiana sau đó đã buộc phải bán tháo tài sản và bắt đầu tái khởi động một chương trình thoát nợ vào cuối 2009 với sự bảo hộ của chính phủ, đặc biệt là sau những nỗ lực để bán tháo cổ phiếu của Daewoo E&C đã bị thất bại trên thị trường chứng khoán.
Trong nỗ lực tái cơ cấu, tập đoàn đã bán 45% cổ phần kiểm soát tại Kumho Tire cho công ty lốp xe Trung Quốc Doublestar vào tháng 7 năm 2018.

## Công ty con
- Air Busan
- Asiana AAS Airport Services
- Asiana Abacus
- Asiana Airlines
- Asiana IDT
- Asiana Leisure
- Bảo tàng nghệ thuật Kumho
- Tổ chức văn hóa Kumho Asiana
- Kỹ thuật và xây dựng Kumho
- Kumho Buslines
- Kumho Rent A Car (Kumho Rent A Car) - Bán cho Lotte
- Ngân hàng đầu tư Kumho - Bán cho Woori Financial Group
- KIFT - Bán cho CJ (Cheil Jedang)
- Kumho Life Insurance - Bán cho Ngân hàng phát triển Hàn Quốc
- Jukho School Corporation
- Korea Express (Daehan Logistics) - Bán cho CJ Group (Cheil Jedang)
- Seoul Express Bus Terminal - Bán cho Shinsegae Group
- Kumho Songnisan Express